# コンサーヴァペディア
コンサーヴァペディア（英: Conservapedia）は英語で作成するウィキ百科事典のプロジェクトである。この百科事典はアメリカの保守派の観点から執筆されている。アメリカの自宅学習教師、弁護士であるアンドリュー・シュラフリー（Andrew Schlafly）が2006年に本ウェブサイトを設立した。彼は保守派の活動家フィリス・シュラフリーの息子である。アンドリューはウィキペディアにはリベラルへの偏りがあると考えており、彼が本ウェブサイトを設立した目的は、その偏りだと彼が見なしたことへ対抗することである。本ウェブサイトは記事を作成するために論説やウィキに基づいたシステムを使用している。